# A Tribute to Judas Priest Legends of Metal
A Tribute to Judas Priest Legends of Metal è un album edito in due volumi dalla Century Media Records nel 1996, che contiene le cover del complesso musicale heavy metal inglese Judas Priest. Il tributo è stato realizzato con materiale inedito, appositamente registrato, da ventiquattro diversi gruppi metal, il cui stile musicale è stato influenzato dalla storica band di Birmingham.
Nel 1997 è uscita una versione in un unico volume destinata al mercato statunitense

## Tracce Vol. I
1. Helloween – The Hellion / Electric Eye – 4:05
2. Fates Warning – Saints In Hell – 5:06
3. Gamma Ray – Victim Of Changes – 7:20
4. Devin Townsend – Sinner – 7:56
5. Mercyful Fate – The Ripper – 2:51
6. Rage – Jawbreaker – 3:26
7. Radakka – Night Crawler – 5:51
8. Doom Squad (band fittizia)[5] – Burnin' Up – 3:56
9. Lions Share – A Touch Of Evil – 5:38
10. Testament – Rapid Fire – 3:41
11. U.D.O. – Metal Gods – 4:08
12. Saxon – You've Got Another Thing Comin' – 5:32

## Tracce Vol. II
1. Iced Earth – The Ripper – 2:44
2. Blind Guardian – Beyond The Realms Of Death – 7:02
3. Heavens Gate – The Sentinel – 5:00
4. Nevermore – Love Bites – 5:21
5. Gamma Ray – Exciter (con Ralf Scheepers) – 5:01
6. Forbidden – Dissident Aggressor – 2:45
7. Angra – Painkiller – 6:04
8. Overkill – Tyrant – 4:00
9. Kreator – Grinder – 3:57
10. Skyclad – Dreamer Deceiver – 4:05
11. Stratovarius – Bloodstone – 3:55
12. Virgin Steele – Screaming For Vengeance – 5:11
13. Leviathan – Night Comes Down – 4:19

Tracce presenti sulla versione statunitense
1. Helloween - The Hellion / Electric Eye
2. Testament - Rapid Fire
3. Fates Warning - Saints In Hell
4. Mercyful Fate - The Ripper
5. (Strapping Young Lad Feat.) Devin Townsend - Exciter
6. Doom Squad - Burnin' Up
7. Nevermore - Love Bites
8. Overkill - Tyrant
9. Kreator - Grinder
10. Iced Earth - The Ripper